# Amata degenerata
Amata degenerata är en fjärilsart som beskrevs av Hermann Stauder 1921. Amata degenerata ingår i släktet Amata och familjen björnspinnare. Inga underarter finns listade i Catalogue of Life.